# Tellancourt
Tellancourt és un municipi francès situat al departament de Meurthe i Mosel·la i a la regió del Gran Est. L'any 2007 tenia 581 habitants.

## Demografia

### Població
El 2007 la població de fet de Tellancourt era de 581 persones. Hi havia 213 famílies, de les quals 48 eren unipersonals (20 homes vivint sols i 28 dones vivint soles), 63 parelles sense fills, 98 parelles amb fills i 4 famílies monoparentals amb fills.
La població ha evolucionat segons el següent gràfic:
Habitants censats

### Habitatges
El 2007 hi havia 230 habitatges, 220 eren l'habitatge principal de la família, 2 eren segones residències i 8 estaven desocupats. 185 eren cases i 44 eren apartaments. Dels 220 habitatges principals, 168 estaven ocupats pels seus propietaris, 46 estaven llogats i ocupats pels llogaters i 6 estaven cedits a títol gratuït; 1 tenia una cambra, 3 en tenien dues, 24 en tenien tres, 52 en tenien quatre i 141 en tenien cinc o més. 171 habitatges disposaven pel capbaix d'una plaça de pàrquing. A 86 habitatges hi havia un automòbil i a 108 n'hi havia dos o més.

### Piràmide de població
La piràmide de població per edats i sexe el 2009 era:
| Homes | Edats   | Dones |
| ----- | ------- | ----- |
| 0     | 95 o +  | 0     |
| 4     | 90 a 94 | 4     |
| 0     | 85 a 89 | 4     |
| 4     | 80 a 84 | 4     |
| 0     | 75 a 79 | 8     |
| 16    | 70 a 74 | 8     |
| 8     | 65 a 69 | 12    |
| 20    | 60 a 64 | 24    |
| 8     | 55 a 59 | 4     |
| 8     | 50 a 54 | 8     |
| 8     | 45 a 49 | 4     |
| 20    | 40 a 44 | 24    |
| 24    | 35 a 39 | 24    |
| 40    | 30 a 34 | 24    |
| 28    | 25 a 29 | 28    |
| 4     | 20 a 24 | 4     |
| 12    | 15 a 19 | 20    |
| 20    | 10 a 14 | 16    |
| 20    | 5 a 9   | 20    |
| 24    | 0 a 4   | 32    |

## Economia
El 2007 la població en edat de treballar era de 366 persones, 258 eren actives i 108 eren inactives. De les 258 persones actives 240 estaven ocupades (147 homes i 93 dones) i 19 estaven aturades (8 homes i 11 dones). De les 108 persones inactives 18 estaven jubilades, 35 estaven estudiant i 55 estaven classificades com a «altres inactius».

### Ingressos
El 2009 a Tellancourt hi havia 215 unitats fiscals que integraven 570 persones, la mediana anual d'ingressos fiscals per persona era de 18.076,5 €.

### Activitats econòmiques
Dels 15 establiments que hi havia el 2007, 3 eren d'empreses extractives, 1 d'una empresa alimentària, 2 d'empreses de fabricació d'altres productes industrials, 1 d'una empresa de construcció, 2 d'empreses de comerç i reparació d'automòbils, 2 d'empreses d'hostatgeria i restauració, 1 d'una empresa d'informació i comunicació, 2 d'empreses immobiliàries i 1 d'una entitat de l'administració pública.
Dels 4 establiments de servei als particulars que hi havia el 2009, 1 era un taller de reparació d'automòbils i de material agrícola, 1 paleta, 1 restaurant i 1 agència immobiliària.
L'únic establiment comercial que hi havia el 2009 era una fleca.
L'any 2000 a Tellancourt hi havia 5 explotacions agrícoles.

## Equipaments sanitaris i escolars
El 2009 hi havia una escola elemental.

## Poblacions més properes
El següent diagrama mostra les poblacions més properes.